# Villa Pollini
L'edificio denominato villa Pollini, nota anche come  villa Doloretta, sorge a Cagliari ad est del colle di San Michele.

## Storia
Il conte Gaetano Pollini, ricco commerciante originario della Liguria fece costruire l'edificio nel 1812 insieme ad un piccolo nucleo urbano nei campi adiacenti, con l'obiettivo di coltivare vigneti e gelsi. Divenne in seguito proprietà dell'industriale vinicolo Francesco Zedda Piras che la ribattezzò Villa Doloretta in onore della moglie Doloretta Marcello. Successivamente la proprietà venne abbandonata e tale è rimasta sino alla fine del ventesimo secolo, quando è stata acquisita dallo stato e restaurata parzialmente per ospitare mostre culturali.
Dal 2007 ospita il centro Sistema informativo territoriale e l'archivio grafico della Soprintendenza per i beni archeologici per le province di Cagliari e Oristano.

## Descrizione
L'esecutore del progetto è stato il marmoraro Giovanni Battista Franco, ma lo stile risulta particolare in quanto influenzato sia dal tardobarocco che per alcuni aspetti dalla geometrica proporzionalità neoclassica.